# Jimmy Gallagher
Jimmy Gallagher (Kirkintilloch, Escócia, 7 de junho de 1901 - 7 de outubro de 1971) foi um futebolista norte-americano de origem escocesa. Ele competiu na Copa do Mundo de 1930, sediada no Uruguai, na qual os Estados Unidos terminou na terceira colocação dentre os treze participantes.